# Couepia
Genre
Classification APG III (2009)
Synonymes
- Acia amara Willd.
- Acioa amara Steud.
- Moquilea couepia Steud[1].
- Cuepia J.F. Gmel.
- Grymania C. Presl
- Pleragina odorata Arruda[2]

Couepia est un genre de plantes à fleurs de la famille des Chrysobalanaceae. Ce sont des arbres d'origine néotropicale, comptant environ 70 espèces, et dont l'espèce type est Couepia guianensis Aubl..

## Protologue

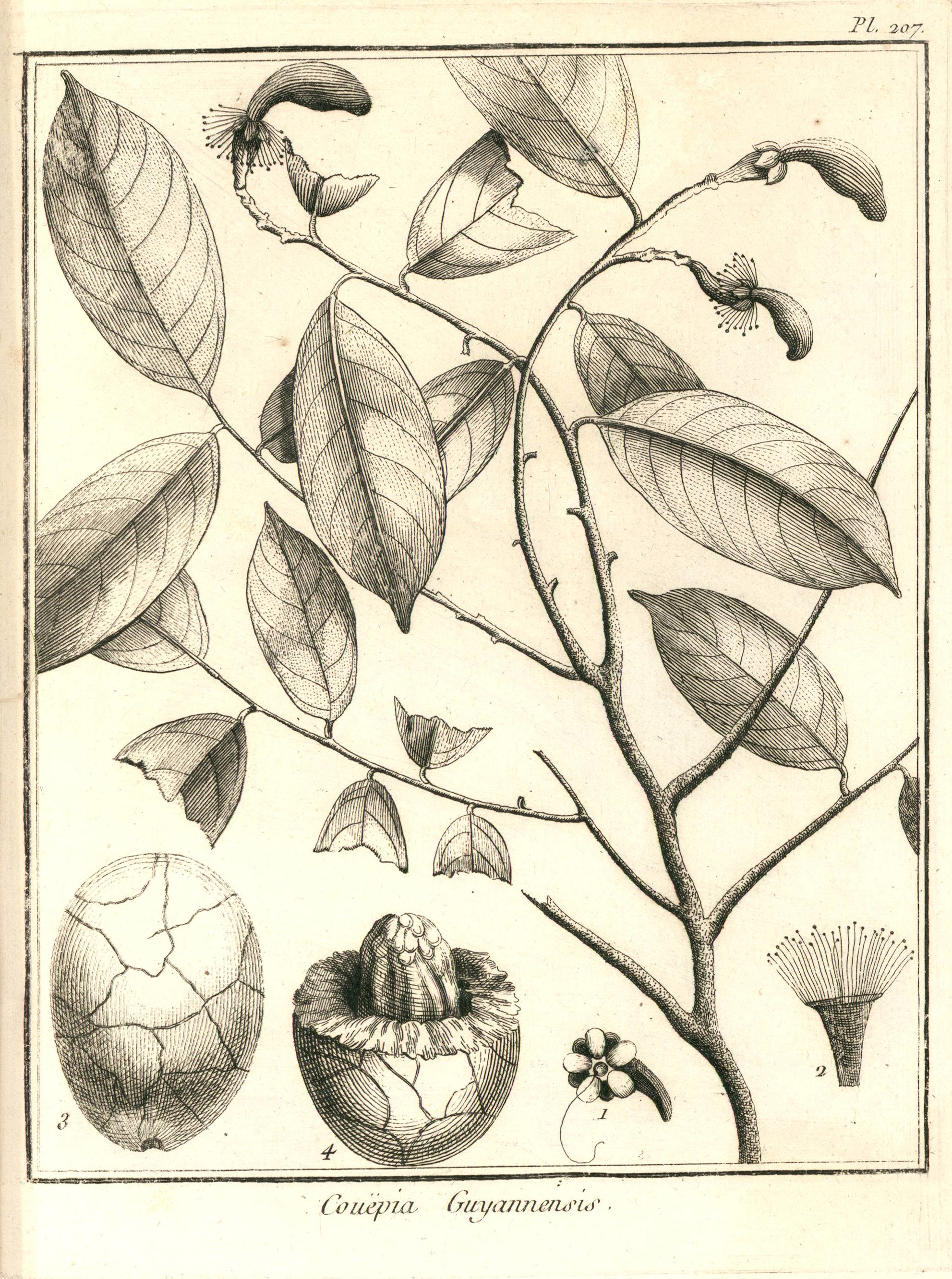
Couepia guianensis : Planche 207 accompagnant la description du genre Couepia par Aublet (1775)
Planche 207. - 1. Calice épanoui. Ovaire. Style. - 2. Portion du calice ouverte. Étamines. - 3. Fruit. - 4. Fruit coupé en travers. Amande.

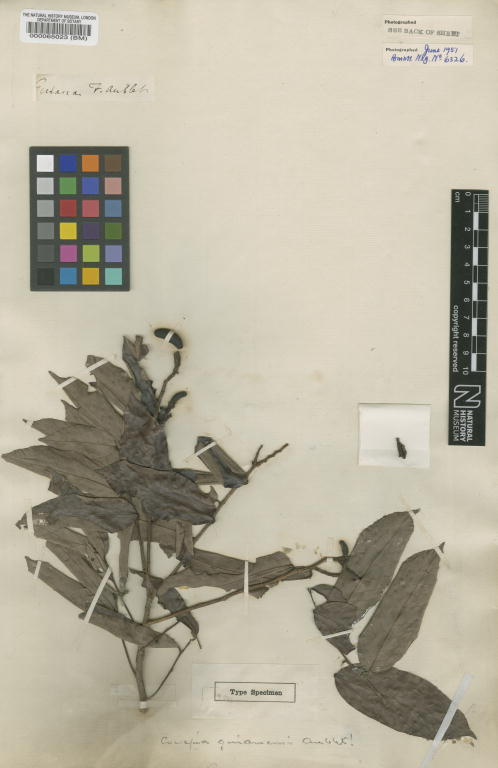
échantillon type de Couepia_guianensis, espèce type du genre Couepia, collecté par Fusée-Aublet en Guyane.

En 1775, le botaniste Aublet propose le protologue suivant : 
« COUEPIA. (Tabula 207.)
CAL. Perianthium monophyllum ; faux tumida ; limbus quinque-partitus, laciniis inæqualibus, ſubrotundis. 
COR. ...
STAM. Filamenta plurima, in ambitu diſci circularis coronantis tubum calicis. Antheræ minimaæ ovataæ biloculares.
PIST. Germen ovatum, pedicellatum. Stylus longus, filiformis. Stigma acutum.
PER. Drupa ſicca, ovata, cortice craſſo, coriaceo, fibroſo.

SÉM. unicum, teſtâ fragili incluſum. »
— Fusée-Aublet, 1775.

## Liste d'espèces
Selon World Flora Online (WFO) (13 janvier 2022) :
- Couepia belemii Prance
- Couepia bernardiae Prance
- Couepia bernardii Prance
- Couepia bondarii Prance
- Couepia bracteosa Benth.
- Couepia brevistaminea Barb.Silva & Antar
- Couepia carautae Prance
- Couepia caryophylloides Benoist
- Couepia cataractae Ducke
- Couepia chrysocalyx (Poepp.) Benth. ex Hook.fil.
- Couepia cidiana Prance
- Couepia coarctata Prance
- Couepia comosa Benth.
- Couepia eriantha Spruce ex Hook.fil.
- Couepia excelsa Ducke
- Couepia exflexa Fanshawe & Maguire
- Couepia froesii Prance
- Couepia glabra Prance
- Couepia grandiflora (Mart. & Zucc.) Benth. ex Hook.fil.
- Couepia guianensis Aubl.
- Couepia habrantha Standl.
- Couepia hallwachsiae D.Santam. & Lagom.
- Couepia hondurasensis Prance
- Couepia impressa Prance
- Couepia insignis Fritsch
- Couepia janzenii D.Santam. & Lagom.
- Couepia joaquinae Prance
- Couepia krukovii Standl.
- Couepia latifolia Standl.
- Couepia leitaofilhoi Prance
- Couepia longipetiolata Prance
- Couepia macrophylla Spruce ex Hook.fil.
- Couepia magnoliifolia Benth. ex Hook.fil.
- Couepia maguirei Prance
- Couepia marleneae Prance
- Couepia martinii Prance
- Couepia meridionalis Prance
- Couepia monteclarensis Prance
- Couepia morii Prance
- Couepia multiflora Benth.
- Couepia nutans Prance
- Couepia obovata Ducke
- Couepia osaensis Aguilar & D.Santam.
- Couepia ovalifolia (Schott) Benth. ex Hook.fil.
- Couepia ovalifolia Benth., 1840
- Couepia oxossii Amorim & Asprino
- Couepia paraensis (C.Mart. & Zucc.) Benth.
- Couepia parvifolia Prance
- Couepia pernambucensis Prance
- Couepia polyandra (Kunth) Rose
- Couepia rankiniae Prance
- Couepia reflexa Ducke
- Couepia robusta Huber
- Couepia rufa Ducke
- Couepia sandwithii Prance
- Couepia schottii Fritsch
- Couepia scottmorii Prance
- Couepia spicata Ducke
- Couepia stipularis Ducke
- Couepia subcordata Benth. ex Hook.fil.
- Couepia trapezioana Cuatrec.
- Couepia uiti (Mart. & Zucc.) Benth. ex Hook.fil.
- Couepia uiti Benth., 1840
- Couepia ulei Pilg.
- Couepia venosa Prance
- Couepia williamsii J.F.Macbr.

Selon GBIF (13 janvier 2022) :
- Couepia amaraliae Prance
- Couepia belemii Prance
- Couepia bernardii Prance
- Couepia bondarii Prance
- Couepia bracteosa Benth.
- Couepia canescens (Gleason) Prance
- Couepia canomensis (Mart.) Benth. ex Hook.f.
- Couepia carautae Prance
- Couepia caryophylloides Benoist
- Couepia cataractae Ducke
- Couepia chrysocalyx (Poepp.) Benth. ex Hook.f.
- Couepia cidiana Prance
- Couepia coarctata Prance
- Couepia cognata (Steud.) Fritsch
- Couepia comosa Benth.
- Couepia dolichopoda Prance
- Couepia elata Ducke
- Couepia eriantha Spruce ex Hook.f.
- Couepia excelsa Ducke
- Couepia exflexa Fanshawe & Maguire
- Couepia foveolata Prance
- Couepia froesii Prance
- Couepia glabra Prance
- Couepia grandiflora (Mart. & Zucc.) Benth. ex Hook.f.
- Couepia guianensis Aubl.
- Couepia habrantha Standl.
- Couepia hondurasensis Prance
- Couepia impressa Prance
- Couepia insignis Fritsch
- Couepia joaquinae Prance
- Couepia krukovii Standl.
- Couepia latifolia Standl.
- Couepia leitaofilhoi Prance
- Couepia longipendula Pilg.
- Couepia longipetiolata Prance
- Couepia macrophylla Spruce ex Hook.f.
- Couepia magnoliifolia Benth. ex Hook.f.
- Couepia maguirei Prance
- Couepia marleneae Prance
- Couepia martini Prance
- Couepia meridionalis Prance
- Couepia monteclarensis Prance
- Couepia morii Prance
- Couepia multiflora Benth.
- Couepia nutans Prance
- Couepia obovata Ducke
- Couepia ovalifolia (Schott) Benth. ex Hook.f.
- Couepia paraensis (Mart. & Zucc.) Benth.
- Couepia parillo DC.
- Couepia parvifolia Prance
- Couepia pernambucensis Prance
- Couepia platycalyx Cuatrec.
- Couepia polyandra (Kunth) Rose
- Couepia racemosa Benth. ex Hook.f.
- Couepia rankiniae Prance
- Couepia recurva Spruce ex Prance
- Couepia reflexa Ducke
- Couepia robusta Huber
- Couepia rufa Ducke
- Couepia sandwithii Prance
- Couepia schottii Fritsch
- Couepia scottmorii Prance
- Couepia spicata Ducke
- Couepia steyermarkii Maguire
- Couepia stipularis Ducke
- Couepia subcordata Benth. ex Hook.f.
- Couepia trapezioana Cuatrec.
- Couepia uiti (Mart. & Zucc.) Benth. ex Hook.f.
- Couepia ulei Pilg.
- Couepia venosa Prance
- Couepia williamsii J.F.Macbr.

Selon World Checklist of Selected Plant Families (WCSP) (14 juin 2012) :
- Couepia amaraliae Prance (1989)
- Couepia belemii Prance (1972)
- Couepia bernardii Prance (1981)
- Couepia bondarii Prance (1972)
- Couepia bracteosa Benth. (1840)
- Couepia canescens (Gleason) Prance (1974)
- Couepia canomensis (Mart.) Benth. ex Hook.f. (1867)
- Couepia carautae Prance (1989)
- Couepia caryophylloides Benoist (1922)
- Couepia cataractae Ducke (1939)
- Couepia chrysocalyx (Poepp.) Benth. ex Hook.f. (1867)
- Couepia cidiana Prance (1983)
- Couepia coarctata Prance (1989)
- Couepia cognata (Steud.) Fritsch (1889)
- Couepia comosa Benth. (1840)
- Couepia dolichopoda Prance (1974)
- Couepia elata Ducke (1935)
- Couepia eriantha Spruce ex Hook.f. (1867)
- Couepia excelsa Ducke (1930)
- Couepia exflexa Fanshawe & Maguire (1948)
- Couepia foveolata Prance (1972)
- Couepia froesii Prance (1972)
- Couepia glabra Prance (1972)
- Couepia grandiflora (Mart. & Zucc.) Benth. ex Hook.f. (1867)
- Couepia guianensis Aubl. (1775)
- Couepia habrantha Standl., Publ. Field Mus. Nat. Hist. (1937)
- Couepia hondurasensis Prance (1999)
- Couepia impressa Prance (1972)
- Couepia insignis Fritsch (1890)
- Couepia joaquinae Prance (1991)
- Couepia krukovii Standl., Publ. Field Mus. Nat. Hist. (1937)
- Couepia latifolia Standl., Publ. Field Mus. Nat. Hist. (1937)
- Couepia leitaofilhoi Prance (1999)
- Couepia longipendula Pilg. (1914)
- Couepia longipetiolata Prance (1979)
- Couepia macrophylla Spruce ex Hook.f. (1867)
- Couepia magnoliifolia Benth. ex Hook.f. (1867)
- Couepia maguirei Prance (1972)
- Couepia marleneae Prance (1974)
- Couepia martini Prance (1972)
- Couepia meridionalis Prance (1972)
- Couepia monteclarensis Prance (1989)
- Couepia morii Prance (1992)
- Couepia multiflora Benth. (1840)
- Couepia nutans Prance (1979)
- Couepia obovata Ducke (1935)
- Couepia ovalifolia (Schott) Benth. ex Hook.f. (1867)
- Couepia paraensis (Mart. & Zucc.) Benth. (1840)
- Couepia parillo DC. (1825)
- Couepia parvifolia Prance (1972)
- Couepia pernambucensis Prance (1972)
- Couepia platycalyx Cuatrec., Fieldiana (1950)
- Couepia polyandra (Kunth) Rose (1899)
- Couepia racemosa Benth. ex Hook.f. (1867)
- Couepia rankiniae Prance (1992)
- Couepia recurva Spruce ex Prance (1972)
- Couepia reflexa Ducke (1930)
- Couepia robusta Huber (1910)
- Couepia rufa Ducke (1919)
- Couepia sandwithii Prance (1972)
- Couepia schottii Fritsch (1890)
- Couepia scottmorii Prance (1989)
- Couepia spicata Ducke (1935)
- Couepia steyermarkii Maguire, Fieldiana (1952)
- Couepia stipularis Ducke (1938)
- Couepia subcordata Benth. ex Hook.f. (1867)
- Couepia trapezioana Cuatrec. (1956)
- Couepia uiti (Mart. & Zucc.) Benth. ex Hook.f. (1867)
- Couepia ulei Pilg. (1905)
- Couepia venosa Prance (1972)
- Couepia williamsii J.F.Macbr. (1934)